# Cmentarz wojenny nr 7 – Desznica

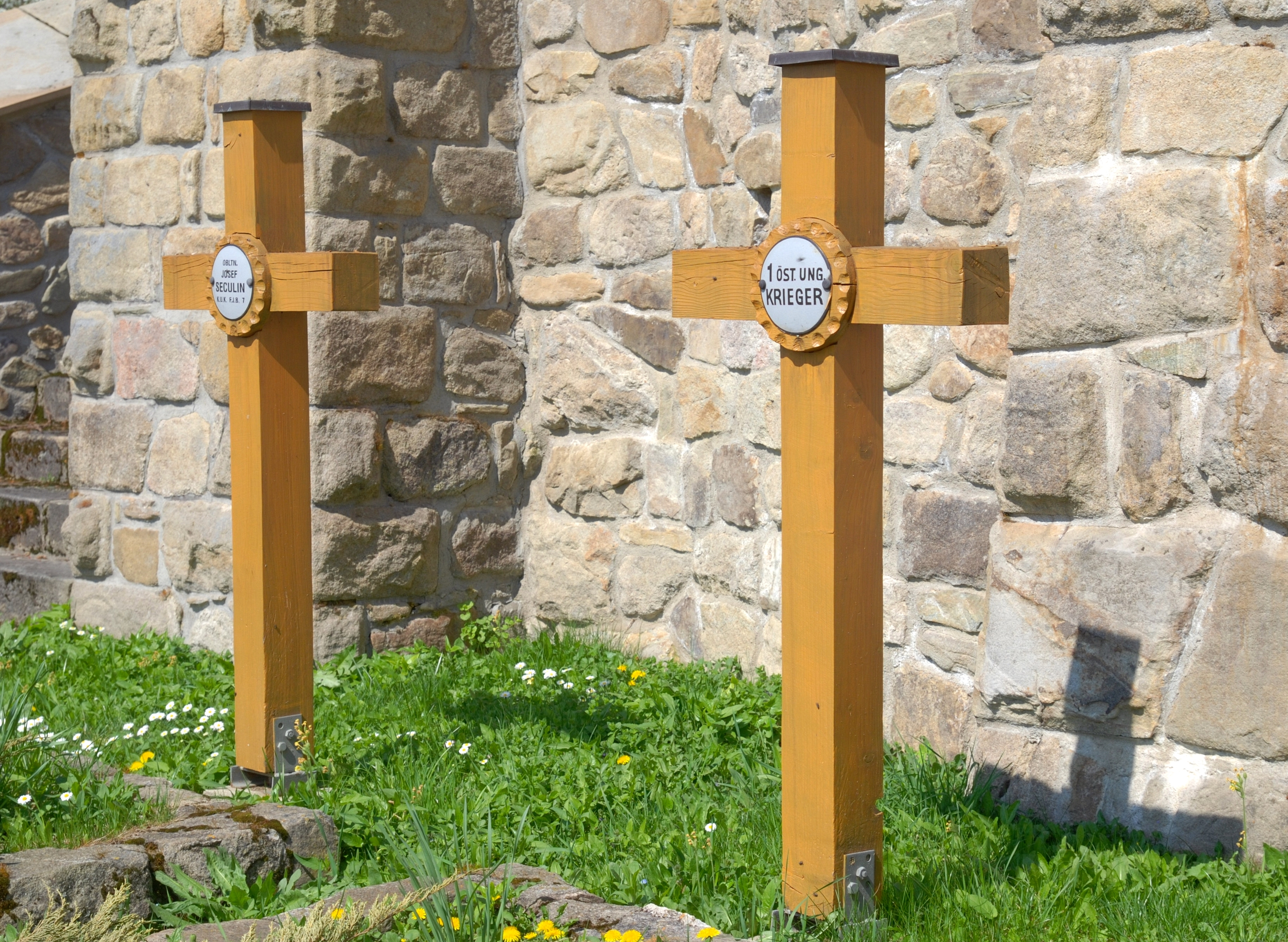
Krzyże

Cmentarz wojenny nr 7 – Desznica – cmentarz z I wojny światowej, zaprojektowany przez Dušana Jurkoviča oraz Adolfa Kašpara znajdujący się we wsi Desznica w powiecie jasielskim, w gminie Nowy Żmigród. Jeden z ponad 400 zachodniogalicyjskich cmentarzy wojennych zbudowanych przez Oddział Grobów Wojennych C. i K. Komendantury Wojskowej w Krakowie.

## Opis
Na cmentarzu pochowanych jest prawdopodobnie 73 żołnierzy poległych w 1914 i 1915:
- 39 Rosjan,
- 32 Austriaków m.in. z 27 pułku piechoty Landwehry,
- 2 Niemców.

Obiekt znajduje się przy drodze lokalnej, przylega do cerkwi pod wezwaniem św. Dymitra i jest zachowany w dobrym stanie. Ma kształt prostokąta o powierzchni 427 m². Cmentarz został częściowo zrekonstruowany. Zbudowano nowe ogrodzenie (zgodnie z oryginalnym projektem), uporządkowano teren. Po obu stronach na pylonach umieszczono tablice z inskrypcją w języku niemieckim:

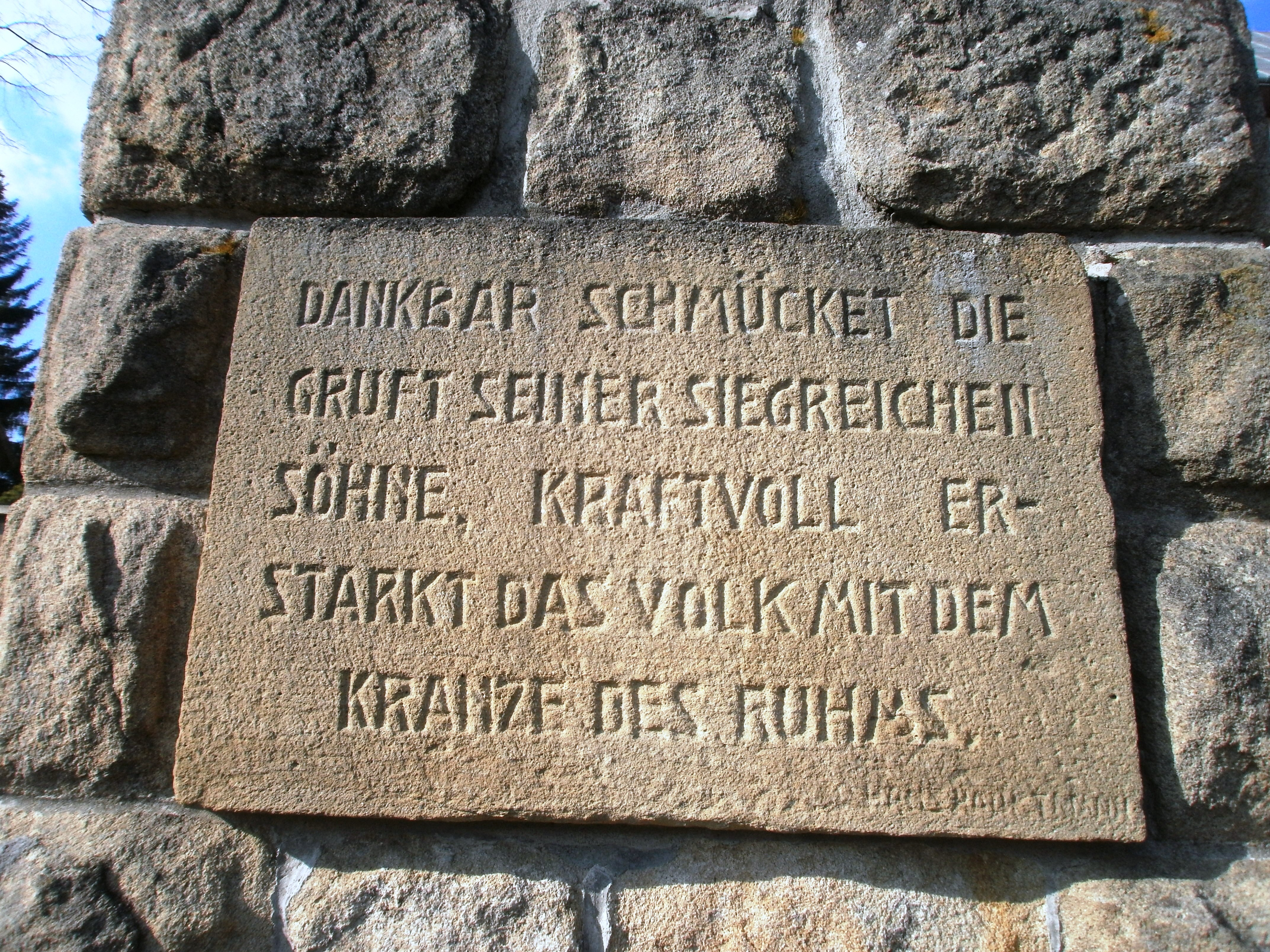
Tablica z lewej

z lewej 
| DANKBAR SCHMUCKET DIE GRUFT SEINER SIEGREICHEN SOHNE, KRAFTVOLL ER- STARKT DAS VOLK MIT DEM | MOCNO OKRZEPŁY LUD Z WDZIĘCZNOŚCIĄ ZDOBI WIEŃCAMI CHWAŁY GROBY SWYCH ZWYCIĘSKICH SYNÓW |

z prawej 
| DA EUCH DIE WAFFE ENT = FIEL, WURDET IHR BRUDER DEN SIEGERN. – FRIEDLICH ENGT EUCH DER TOD IN DEM GEHEILIGHTEN RAUM | GDY BROŃ WYPADŁA WAM Z RĄK, BRAĆMI STALIŚCIE SIĘ ZWYCIĘZCÓW. ZGODNIE UTULIŁA WAS ŚMIERĆ NA TYM SKRAWKU POŚWIĘCONEJ ZIEMI Hans Hauptmann |

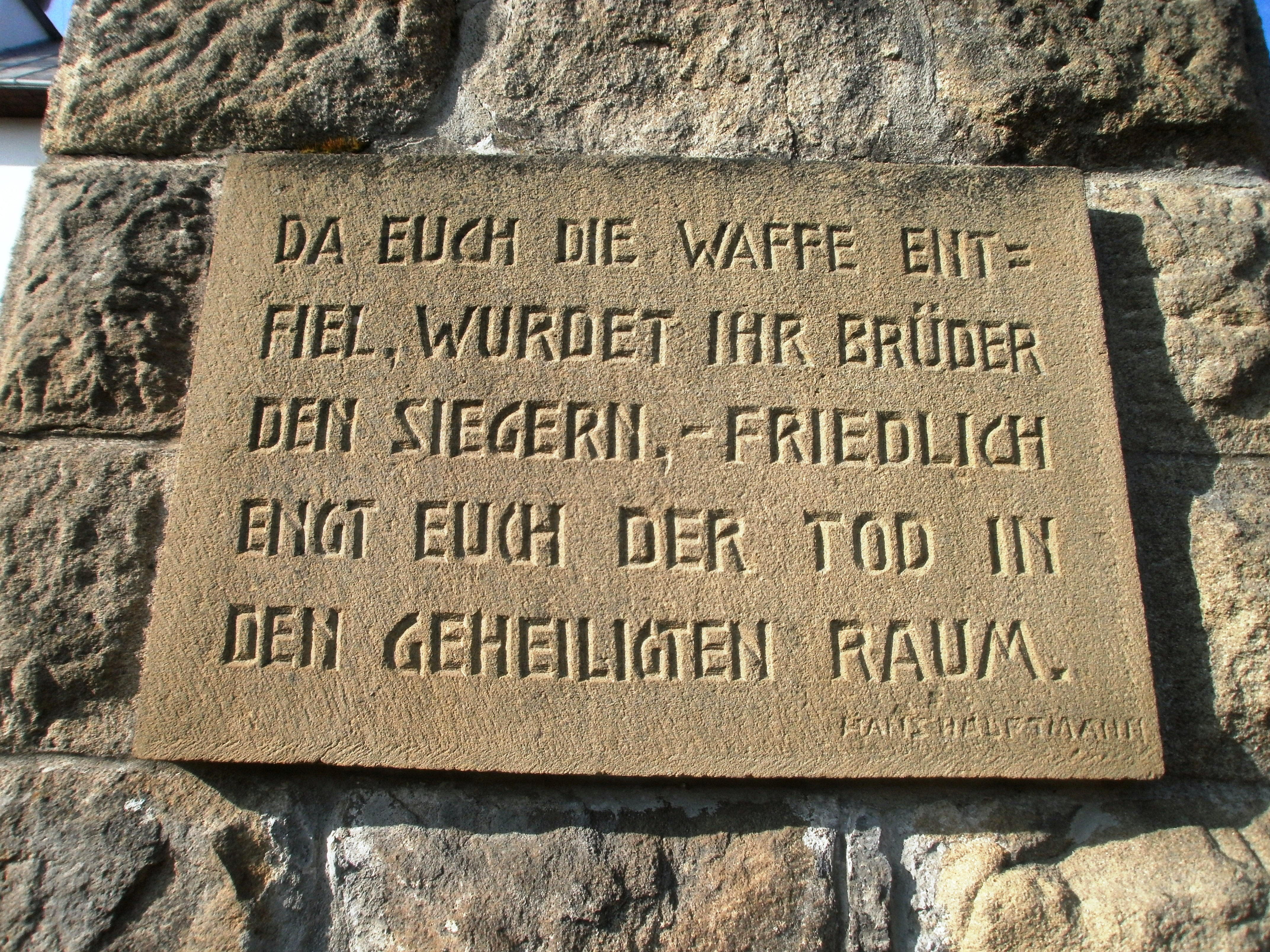
Tablica z prawej

Na cmentarzu znajdują się słabo widoczne groby pojedyncze i zbiorowe. Grobów pojedynczych było 35, a zbiorowych 3.